# Reflektometr

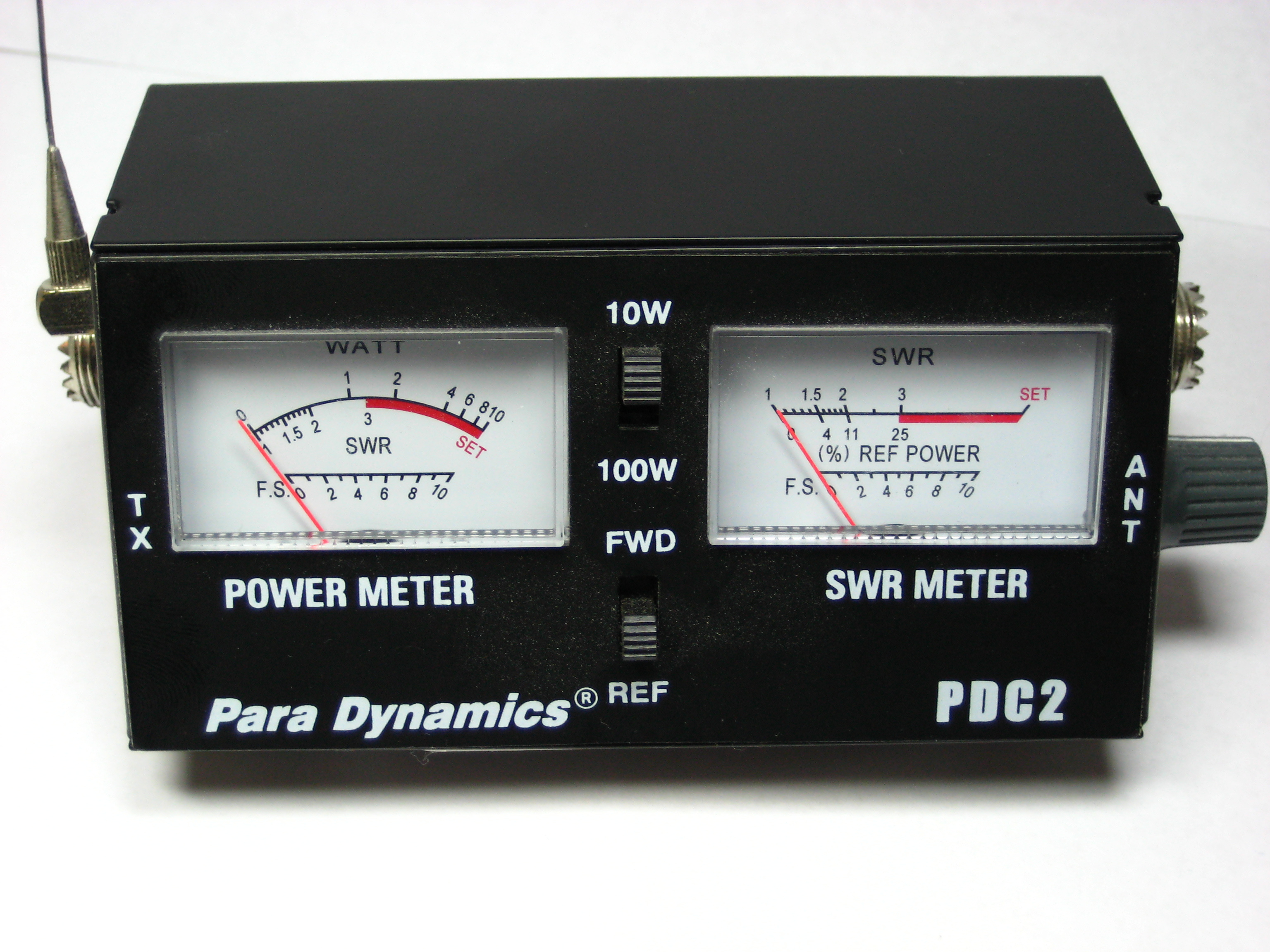
Reflektometr pro CB radio zařízení

Reflektometr, měřič činitele stojatých vln nebo měřič ČSV měří činitel stojatého vlnění (ČSV) na vedení (napáječi) propojujícím vysílač s anténou.. Reflektometr nepřímo měří stupeň nepřizpůsobení přenosového vedení a připojené zátěže (obvykle antény). Radiotechnici jej používají pro impedanční přizpůsobení rádiového vysílače, antény a napájecího vedení, aby správně spolupracovaly, a pro vyhodnocení efektivity dalších snah o přizpůsobení impedance.

## Směrový reflektometr
Směrový reflektometr měří velikost dopředné a odražené vlny snímáním každé z nich samostatně pomocí směrových vazebních členů. ČSV se získá jednoduchým výpočtem.

Jednoduchý směrový reflektometr

Výše uvedené schéma znázorňuje princip reflektometru, jehož vnitřní vedení je zapojeno do vedení (napáječe) mezi vysílačem (TX) a anténou (ANT). Toto hlavní vedení je vazebně propojeno se dvěma snímacími vedeními (směrovými vazebními členy), která jsou na jednom konci zakončena rezistory a na druhém usměrňovacími diodami. Některé měřiče používají plošné spoje se třemi rovnoběžnými cestami, které tvoří přenosové vedení a dvě snímací vedení. Rezistory přizpůsobují charakteristickou impedanci snímacích vedení. Diody převádějí amplitudu dopředné a zpětné vlny na svorky FWD a REV jako jednocestně usměrněné pulzující napětí, které je vyhlazeno kondenzátory. Měřidlo nebo zesilovač (na obrázku nezakreslený) zapojený mezi svorkami FWD a REV funguje jako požadovaný zatěžovací rezistor, a určuje prodlevu čtení měřiče.

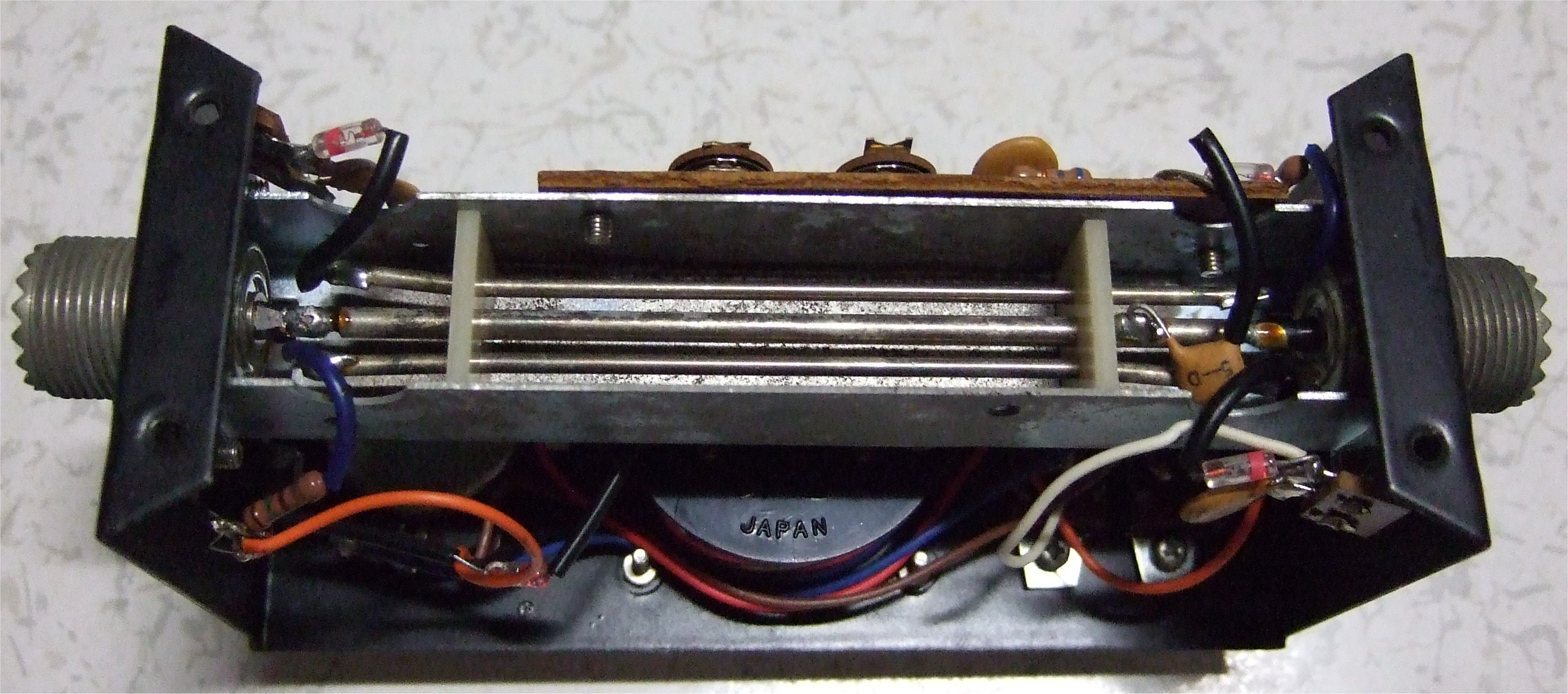
Vnitřek reflektometru. Základem jsou tři souběžná vedení. Diody, kondenzátory a ukončovací rezistory jsou připojeny na koncích snímacích vedení.

Pro zjištění ČSV se nejprve vypočítá koeficient odrazu:
{\displaystyle \Gamma ={\frac {V_{rev}}{\;V_{fwd}\;}}}
(napětí by měla zahrnovat relativní fázový faktor).
Následně se vypočítá ČSV:
{\displaystyle {\mathsf {SWR}}={\frac {1+|\Gamma |}{1-|\Gamma |}}~.}
U pasivního měřiče je ČSV obvykle indikován na nelineární stupnici.

## Reflektometry rádiových operátorů
Celá desetiletí rádioví operátoři stavěli a používali reflektometry jako jednoduchý nástroj pro ladění a diagnostiku. Je-li narušeno stínění koaxiálního kabelu, dochází mezi dvojicí kabelů umístěných dostatečně blízko sebe k přeslechům. Vlna šířící se v buzeném vedení indukuje vlny v měřicím vedení. Jsou-li i v kratším úseku vedena dvě vedení paralelně (ať jsou přímá nebo volně stočená), buzená vlna zesiluje nebo ruší indukovanou vlnu ve stejném nebo opačném směru. Pokud dvojice kabelů překračuje polovinu vlnové délky, je vyrušení úplné, a výkon rozptýlený v přizpůsobeném zakončení je přibližně úměrný dopřednému a odraženému výkonu.
Protože k měřenému výsledku přispívají všechny frekvence od základní, lze změřený poměr považovat za míru kvality základní frekvence, která se zhoršuje nežádoucí harmonickými a i jakýmkoli nežádoucím vyzařováním, stejně jako skutečný ČSV. Měřicí kabel by se dal přirovnat ke krystalce s nulovou selektivitou jako reprezentantu všech rádiových přijímačů, které by mohly trpět rušením způsobeným nežádoucím vyzařováním. I když to z primárního určení reflektometru nevyplývá, nízký poměr ČSV zpravidla znamená nejen dobré přizpůsobení, ale také čistý A3, F3 nebo G3 signál bez přílišných harmonických a jiného vyzařování mimo kanál.

## ČSV můstek
ČSV se může měřit také pomocí impedančního můstku. Můstek je vyvážený (0 Voltů na měřiči) pouze tehdy, když testovací impedance přesně odpovídá referenční impedanci. Pokud přenosové vedení není přizpůsobené (SWR > 1:1), jeho vstupní impedance se liší od jeho charakteristické impedance; proto lze můstek použít pro určení přítomnosti nebo nepřítomnosti nízkého ČSV.
Pro testování přizpůsobení je třeba referenční impedanci můstku nastavit podle očekávané zatěžovací impedance (například 50 Ohmů) a přenosové vedení se připojí jako neznámá impedance. Následně je na obvod přiveden vysokofrekvenční signál. Napětí na začátku vedení představuje vektorový součet dopředné vlny a vlny odražené od zátěže. Pokud víme, že charakteristická impedance vedení je 50 Ohmů, známe velikost a fázi dopředné vlny. Je to stejná vlna, jaká je na druhé straně detektoru. Odečtením této známé vlny od vlny na vstupu vedení dostaneme odraženou vlnu. Správně navržený můstkový obvod může nejen indikovat přizpůsobení, ale i stupeň nepřizpůsobení – což umožňuje vypočítat ČSV. K tomu se obvykle používá střídavé zapojování referenční vlny a odražené vlny k měřiči výkonu, a porovnávání velikostí výsledných výchylek.

## Omezení
Reflektometr neměří skutečnou impedanci zátěže (odpor a reaktanci), ale pouze činitel nepřizpůsobení. Měření skutečné impedance vyžaduje anténní analyzátor nebo jiný podobný VF měřicí přístroj. Aby bylo měření přesné, musí mít samotný reflektometr stejnou impedanci jako napáječ (typicky 50 nebo 75 Ohmů). Některé reflektometry proto mají přepínač, kterým lze nastavit jejich impedanci.
Reflektometr by měl být připojen k napáječi co nejblíže k anténě: každé reálné přenosové vedení má určité ztráty, které zeslabují odraženou vlnu, která se vrací vedením k vysílači. ČSV je tedy nejvyšší nejblíže k zátěži, a při připojení dále od antény se zdánlivě vylepšuje, což vytváří mylný dojem lepšího přizpůsobení.